# Kongesangen
Kongesangen (Koningslied) is het Noorse koninklijk volkslied. Het lied is gebaseerd op het Britse God Save the King en heeft dezelfde melodie.
Henrik Wergeland schreef in 1841 een Noorse tekst op het Britse lied, getiteld Gud signe Kongen vor. Dit is later herschreven door Nikolaj Fogtmann onder de titel Gud, sign vor Konge god. Een versimpelde versie hiervan is vervolgens geschreven door Gustav Jensen. Doorgaans wordt alleen het eerste couplet gezongen. De tekst luidt als volgt:
1. 
Gud sign vår konge god!
Sign ham med kraft og mot
sign hjem og slott!
Lys for ham ved din Ånd,
knytt med din sterke hånd
hellige troskapsbånd
om folk og drott!
2.
Høyt sverger Norges mann
hver i sitt kall, sin stand,
troskap sin drott.
Trofast i liv og død,
tapper i krig og nød,
alltid vårt Norge lød
Gud og sin drott.